# 리봉죽
리봉죽(李鳳竹, ? ~ )은 조선민주주의인민공화국의 정치인이다. 조선인민군 상장으로 당 중앙위원회 위원이다. 최고인민회의 제12기 대의원이다.

## 경력
1992년 4월 조선인민군 중장에 임명되었다. 1997년 6월 인민군 총참모부 부총참모장을 지냈으며, 2006년 4월 최고사령관 명령 제004호를 통해 조선인민군 상장으로 승진했다. 2010년 9월, 조선로동당 중앙위원회 위원에 선임되었다.

## 최고인민회의 대의원
1998년 7월 최고인민회의 제10기 대의원으로 선출되었고, 2003년 제11기 대의원을 지냈다. 2009년 4월이후 제12기 대의원이다.

## 수훈
1995년 10월 김일성훈장을 받았다.

## 기타
1997년 최광, 2010년 조명록, 2011년 김정일 사망 당시에 국가장의위원회 위원을 맡았다.